# WLAN
WLAN je kratica za engleski naziv wireless local area network (hrv. bežična lokalna mreža) i označava lokalnu mrežu (LAN) koja se zasniva na bežičnim tehnologijama.

## Standardi
Jedno od trenutačno najraširenijih WLAN inačica je Wi-Fi, registrirani znak Wi-Fi Alliance-a (hrv. Wi-Fi savez). Trenutačno postoje tri standarda koji su odobreni od strane IEEE (Institute of Electrical and Electronics Engineers, Inc.):
- 802.11a
- 802.11b
- 802.11g

Standardi 802.11b i g se uglavnom koriste u Hrvatskoj dok je standard 802.11a uglavnom u upotrebi u SAD. Osnovna razlika u standardima je u radijskoj frekvenciji na kojoj rade. 802.11a radi na frekvencijama oko 5 GHz dok 802.11b i g rade na frekvenciji od 2,4 GHz.
Najnoviji i najnapredniji standard je 802.11n (takozvani "Draft-N" Skica-N) koji postiže u teoriji brzine do 300Mbps. 802.11n Draft 2.0 je objavljen 19. ožujka 2007. kao novi prijedlog. Od ovog novog standarda se još očekuje da bude registrirani znak Wi-Fi saveza, kao što su 802.11a/b/g.

## Arhitektura WLAN-a
Za izradu WLAN-a je potrebno imati pristupnu točku (AP - access point) i jednog ili više klijenata. AP povezuje više klijenata u zajedničku grupu i služi za povezivanje sa žičanom mrežom ili s drugim bežičnim mrežama. Dva ili više AP-a mogu raditi zajedno u WDS (wireless distribution system) načinu rada.
Za povezivanje s drugim mrežama koristi se bežični usmjerivač (wireless router) koji u sebi objedinjuje pristupnu točku i mrežni usmjerivač. Čest je slučaj da bežični usmjerivač, posebno za male korisnike, ima ugrađen višepristupni spojnik (switch) s jednom ili više spojnih točaka, te na taj način može služiti i za povezivanje dijelova žičane mreže s bežičnom mrežom. Prvenstvena namjena bežičnog usmjerivača je komunikacija s WAN mrežom što se ostvaruje pomoću sporijih linija kao: Frame Relay, ISDN, DSL, mikrovalnim vezama ili nekim drugim WLAN tehnologijama.

## Frekvencije
| Standard     | Frekvencije           | Kanali                                                                                                   |
| ------------ | --------------------- | --- |
| IEEE 802.11a | 5,15 GHz do 5,725 GHz | Kanali: 19, u Europi s Transmission Power Control i Dynamic Frequency Selection prema 802.11h standardu. |
| IEEE 802.11b | 2,4 GHz do 2,4835 GHz | Kanali: 11 u USA / 13 u Europi / 14 u Japanu.                                                            |
| IEEE 802.11g | 2,4 GHz do 2,4835 GHz | Kanali: 11 u USA / 13 u Europi / 14 u Japanu.                                                            |

Širina kanalnog pojasa je kod svih standarda između 10 i 30MHz.

## Brzine prijenosa podataka
| IEEE 802.11  | 2 Mbps maksimalno |
| IEEE 802.11a | 54 Mbps maksimalno (108 Mbps kod 40 MHz širokog pojasa)                                                                             |
| IEEE 802.11b | 11 Mbps maksimalno (22 Mbps kod 40 MHz širokog pojasa, 44 Mbps kod 60 MHz širokog pojasa)                                           |
| IEEE 802.11g | 54 Mbps maksimalno (g+ =108 Mbps, do 125 Mbps moguće; 2 Mbps u miješanom stanju (g+b) s IEEE 802.11b)                               |
| IEEE 802.11h | 54 Mbps maksimalno (108 Mbps kod 40 MHz širokog pojasa)                                                                             |
| IEEE 802.11n | 300 Mbps maksimalno (Upotreba MIMO-Tehnike; Prijedlog objavljen 20. 01. 2006. ; Draft 2.0 objavljen kao novi prijedlog 19.03.2007.) |

Kod ovih brzina je važno obratiti pažnju da si svi uređaji u mreži dijele liniju za Up- i Download. Uz to su sve ove navedene brzine u Brutto vrijednosti, a dostignuta Netto brzina čak pod optimalnim okolnostima, nalazi se samo malo iznad polovice ovih navedenih podataka. U miješanom radu (b+g) brzina se lomi čak na 2 Mbps.
| Kanal broj | Frekvencija (GHz) | Dozvoljeno u        |
| ---------- | ----------------- | ------------------- |
| 1          | 2,412 GHz         | Europi, USA, Japanu |
| 2          | 2,417 GHz         | Europi, USA, Japanu |
| 3          | 2,422 GHz         | Europi, USA, Japanu |
| 4          | 2,427 GHz         | Europi, USA, Japanu |
| 5          | 2,432 GHz         | Europi, USA, Japanu |
| 6          | 2,437 GHz         | Europi, USA, Japanu |
| 7          | 2,442 GHz         | Europi, USA, Japanu |

| Kanal broj | Frekvencija (GHz) | Dozvoljeno u        |
| ---------- | ----------------- | ------------------- |
| 8          | 2,447 GHz         | Europi, USA, Japanu |
| 9          | 2,452 GHz         | Europi, USA, Japanu |
| 10         | 2,457 GHz         | Europi, USA, Japanu |
| 11         | 2,462 GHz         | Europi, USA, Japanu |
| 12         | 2,467 GHz         | Europi, Japanu      |
| 13         | 2,472 GHz         | Europi, Japanu      |
| 14         | 2,484 GHz         | Japanu              |

| Kanal broj | Frekvencija (GHz) | Dozvoljeno u  |
| ---------- | ----------------- | ------------- |
| 34         | 5,170             | Japan         |
| 36         | 5,180             | SAD, Singapur |
| 38         | 5,190             | Japan         |
| 40         | 5,200             | SAD, Singapur |
| 42         | 5,210             | Japan         |
| 44         | 5,220             | SAD, Singapur |
| 46         | 5,230             | Japan         |
| 48         | 5,240             | SAD, Singapur |

| Kanal broj | Frekvencija (GHz) | Dozvoljeno u |
| ---------- | ----------------- | ------------ |
| 52         | 5,260             | SAD, Taiwan  |
| 56         | 5,280             | SAD, Taiwan  |
| 60         | 5,300             | SAD, Taiwan  |
| 64         | 5,320             | SAD, Taiwan  |
| 149        | 5,745             |              |
| 153        | 5,765             |              |
| 157        | 5,785             |              |
| 161        | 5,805             |              |

## Sigurnost

### Zaključavanje
Dio WLAN standarda IEEE_802.11 je Wireled Equivalent Privacy (WEP), jedan sigurnosni standard, koji sadrži RC4 Algoritam. Unutar toga postojeće zaključavanje je samo s jednim 40 Bit (nazvanim 64 Bit) tj. 104 Bit (nazvanim 128 Bit), kod nekih proizvođača isto 232 Bit (nazvano 256 Bit) dugačkim statičkim ključem, koje pak nije dovoljno i ne garantira da se WLAN zaključao sigurno. U Haker sceni je poznato da skupljanjem parova ključeva je moguće izvesti takozvani "Known-Plaintext-Napad". Postoje besplatni programi koji čak i bez potpunog prikupljanja paketa (podataka) mogu otključati (WEP) zaporku, gdje pak kod jednog 232-Bit ključa to može potrajati nešto duže, ali nije nemoguće. Pri tome može svaki korisnik mreže čitati promet koji putuje mrežom. Kombinacija RC4 i CRC-a (Cyclic Redundancy Check) se smatra matematički nesigurnom.
Iz tih razloga su tehničke nadoknade izmišljene, kao npr. WEPplus, Wi-Fi Protected Access (WPA), Fast Packet Keying, Extensible Authentication Protocol (EAP), Kerberos ili High Security Solution koji svi zajedno više ili manje smanjuju sigurnosni problem WLAN-a.
Nasljednik WEP-a je novi sigurnosni standard 802.11i. On nudi jednu povećanu sigurnost kroz upotrebu TKIP-a kod WPA tj. Advanced Encryption Standard (AES) kod WPA2 i smatra se momentalno sigurnim od strane haker-a koji ga žele otključati. Kao savjet može služiti raditi zaporke uz pomoć takozvanog generatora zaporki, gdje zaporka sadrži velika i mala slova, brojke i posebne znakove i pri čemu nije kraća od 32 znaka.
WPA2 spada pod Wi-Fi 802.11i, koji radi sa zaključavajućim algoritmom "AES" (256 Bit) i u novijim uređajima je podržan. Prije svake kupnje uređaja (npr. WLAN router-a) se savjetuje detaljno informiranje o tome dali taj uređaj zaista i podržava WPA2. Neki uređaji se mogu kroz promjenu Firmware-a naknadno nadograditi na WPA2.
Pri takozvanom "WarWalking"-u s jednim Notebook-om (koji ima WLAN funkciju u sebi) ili PDA-om se traže otvorene, znači nezaključane mreže u gradu. Javno i dozvoljeno je to npr. u takozvanim "WLAN Hotspot"-ovima ili u kafićima koji imaju nezaključani WLAN Router i koji pri tome služe kao "WLAN Hotspot". Tako se može svako sa svojim Notebook-om u kafiću spojiti na taj Router i surfati doslovno besplatno. Ova usluga u kafićima/restoranima je pretežno besplatna, no ima i gdje se plača (poznato npr. od Deutsche Telekom), no to je zaista rijetko i trend ide sve više prema besplatnim Hotspot-ovima. Ako se ponese Notebook u auto i stime se vozi kroz grad, tražeći pri tome (nezaključane) WLAN mreže, onda se govori o takozvanom "WarDriving"-u.

## WarChalking
"WarChalking" je engleska složenica koja je sastavljena od riječi war (rat) chalking (obilježavanje) i označava fizičko obilježavanje WLAN mreže s kredom ili nekim drugim sredstvom za pisanje na okolnoj infrastruturi (zidovima zgrada ili na asfaltu) od strane osobe koje se zove "WarWalker"-a.

U WarChalking sceni se upotrebljava tipičan stil pisanja, odnosno vizualni jezik simbola. U znaku odnosno simbolu vidljivo su sljedeće informacije:
- ime mreže (SSID)
- vrsta mreže (otvorena, zatvorena)
- evenutalno WEP zaporka, i
- brzina veze

Primjerice znak zatvorenog kruga znači da se radi o zatvorenoj WLAN mreži. Dva suprotna polukruga označavaju jednu otvorenu, nezaštićenu WLAN mrežu. Oko toga su postavljene tehničke informacije, koje omogućuju potencijalnom korisniku ulaz u mrežu.
Osnivač ove metode je navodno Matt Jones iz London-a.[nedostaje izvor]

## Wardriving
Wardriving je engleska složenica koja objedinjuje dvije riječi: war (rat); driving (vožnja, aktivnost) i opisiva aktivnosti koje provode da bi se pronaše WLAN odnosno WiFi mreže, i slično je aktivnostima kao recimo radio gonometriji u kojem radio operateri pronalaze aktivne frekvencije u svom području i pokušavaju pronaći fizičko mjesto nekoga radio odašiljača.

## Socijalno značenje
Veliko i brzo proširenje bežičnih mreža zadnjih godina podcrtava trend prema većoj pokretljivosti i fleksibilnijim uvjetima rada. Još 2005. godine je u Europskoj uniji više notebooka nego desktop računala prodano, pri čemu je većina notebooka sadržavala ugrađeni WLAN-čip. Pogotovo u zapadnim zemljama moguće je naći u domovima korisnika DSL-a pretežno DSL uređaje s ugrađenim AP-om, koje pružatelji internetske usluge često pojeftinjeno (ili čak besplatno) nude uz novi internetski priključak.

## Vanjske poveznice
- D-Link - proizvođač uređaja za WLAN spajanje
- Motorola - proizvođač uređaja za WLAN spajanje